# Charles Horvath (calciatore)
Károly Horvath, detto Charles (2 febbraio 1940), è un ex calciatore ungherese naturalizzato statunitense.

## Carriera

### Club
Horvath iniziò la carriera nell'Újpesti Dózsa, ove ottenne il secondo posto della Nemzeti Bajnokság I 1960-1961.
Nel 1961 si trasferisce in Canada per giocare nel Montréal Concordia.
L'anno seguente passa al New York Hungaria con cui si aggiudicò la U.S. Open Cup nel 1962 e con cui partecipò alla CONCACAF Champions' Cup 1963 contribuendo al primo successo ottenuto da una squadra statunitense in terra messicana, battendo per 3-2 il Club Deportivo Oro. La sua squadra sarà estromessa dal torneo al turno successivo, eliminata dal Club Deportivo Guadalajara.
Nel 1967 passa ai Philadelphia Spartans, società militante in NPSL I. Con gli Spartans ottiene il secondo posto della Estern Division, non riuscendo così a classificarsi per la finale del campionato.
Successivamente passa al Cornell Big Red e poi al New York Hungaria.

## Nazionale
Naturalizzato statunitense, il 27 maggio 1964 Horvath indossa la maglia degli USA nella sconfitta per 10-0 contro l'Inghilterra.

### Cronologia presenze e reti in Nazionale
| Cronologia completa delle presenze e delle reti in nazionale ― Stati Uniti | Cronologia completa delle presenze e delle reti in nazionale ― Stati Uniti | Cronologia completa delle presenze e delle reti in nazionale ― Stati Uniti | Cronologia completa delle presenze e delle reti in nazionale ― Stati Uniti | Cronologia completa delle presenze e delle reti in nazionale ― Stati Uniti | Cronologia completa delle presenze e delle reti in nazionale ― Stati Uniti | Cronologia completa delle presenze e delle reti in nazionale ― Stati Uniti | Cronologia completa delle presenze e delle reti in nazionale ― Stati Uniti |
| Data                                                                       | Città                                                                      | In casa                                                                    | Risultato                                                                  | Ospiti                                                                     | Competizione                                                               | Reti                                                                       | Note                                                                       |
| -------------------------------------------------------------------------- | -------------------------------------------------------------------------- | -------------------------------------------------------------------------- | -------------------------------------------------------------------------- | -------------------------------------------------------------------------- | -------------------------------------------------------------------------- | -------------------------------------------------------------------------- | -------------------------------------------------------------------------- |
| 27-5-1964                                                                  | New York                                                                   | Stati Uniti                                                                | 0 – 10                                                                     | Inghilterra                                                                | Amichevole                                                                 | -                                                                          |                                                                            |
| Totale                                                                     |                                                                            | Presenze                                                                   | 1                                                                          |                                                                            | Reti                                                                       | 0                                                                          |                                                                            |

## Palmarès

### Club
- National Challenge Cup: 1

New York Hungaria: 1962